# Michael Tamelander
Michael Tamelander, född 2 juni 1960, är en svensk författare av militärhistorisk facklitteratur. Han debuterade 1995 tillsammans med Niklas Zetterling med Avgörandets ögonblick och de har senare skrivit fler böcker tillsammans. En annan medförfattare är Jonas Hård af Segerstad som tillsammans med vilken Tamelander givit ut Havets vargar (2005) och Genombrottet - Operation Cerberus (2012).